# Johanna van Woude
Johanna van Woude, eigentlich Sophia Margaretha Cornelia van Wermeskerken-Junius (* 23. November 1853 in Tiel, Provinz Gelderland; † 26. November 1904 in Utrecht, Provinz Utrecht) war eine niederländische Schriftstellerin.

## Leben
Woude war das neunte Kind des Pastors Franciscus Johannes Junius (1809–1879) und dessen Ehefrau Anna Maria Viëtor (1810–1879). Eine ihrer älteren Schwestern war Francisca Johanna (1847–1890), die unter dem Pseudonym Annie Foore später ebenfalls Schriftstellerin wurde.
Nach ihrer Schulzeit unterstützte sie ihren Vater bei der Gemeindearbeit und machte dort um 1878 die Bekanntschaft des Juristen Johannes van Wermeskerken (1848–1918). Die beiden heirateten am 9. Dezember 1880 und ließen sich in Rotterdam nieder. Das Paar hatte zwei Söhne, Johan Wilhelm Henri (1882–1937), genannt Henri van Wermeskerken, der später als Journalist reüssierte, und Johan Maurits (1885–1963), genannt Maus van Wermeskerken.
Bereits als unverheiratete Frau hatte Woude kleinere Erzählungen verfasst und an verschiedene Zeitschriften und Zeitungen gesandt. Einige wurden veröffentlicht, aber sie wurde dadurch in die Redaktion des wöchentlichen Magazins „De Hollandsche Lelie“ engagiert und fungierte zwischen 1889 und 1897 dort als Chefredakteurin. Daneben entstand mit der Zeit auch ein eigenständiges literarisches Werk, das von ihren Lesern sehr gelobt wurde. 1893 wurde Woude als eine der ersten Frauen in die Maatschappij der Nederlandse Letterkunde aufgenommen.
1893 begann auch Woudes Trennung von ihrem Ehemann, die öffentlich ausgetragen wurde. Mehrere Scheidungsverfahren wurden begonnen und wieder abgebrochen. 1895 wurde Woude von ihrem Ehemann beschuldigt, ihn vergiften zu wollen. Johanna van Woude wurde verhaftet und kam für einige Wochen in Haft. Während dieser Zeit führte sie akribisch ein Tagebuch, das sie später veröffentlichte. Ihr Ehemann nahm die Anschuldigungen später wieder zurück und das Verfahren wurde eingestellt.
Mit Wirkung vom 11. Januar 1898 trennten sich Johanna van Woude und Johannes van Wermeskerken endgültig. Ihre Scheidung wurde am 7. Mai 1901 ausgesprochen. Er heiratete in zweiter Ehe Agneta Lucretia de Man, die nicht, wie gelegentlich kolportiert wurde, seine Haushälterin war. Woude ließ sich in Utrecht nieder, wo sie drei Tage nach ihrem 51. Geburtstag starb. Ihre letzte Ruhestätte fand sie auf dem Friedhof Soestbergen. 1915 wurde sie auf den Friedhof Kovelswade umgebettet und 1934/1935 bekam sie einen Grabstein, der auch als Denkmal gedacht war. Der Rijksdienst voor het Cultureel Erfgoed nahm das Grab 2001 in sein Monumentenregister auf.

## Ehrungen
- Beverwijk (Provinz Noord-Holland) benannte die Straße Johanna van Woudelaan ihr zu Ehren

## Werke (Auswahl)
Autobiographies
- Mijne Levensherinneringen. Haarlem 1896.

Romane
- Zijn ideaal. Amsterdam 1885.
- Verwante zielen. Amsterdam 1886.
- Een Hollandsch binnenhuisje. Amsterdam 1888.
  - Deutsch: Traudel und ich (= Reclams Universal-Bibliothek; 4947/4948). Reclam, Leipzig 1889 (übersetzt von Irma van Emden)
- Tom en ik. Amsterdam 1889.
  - Deutsch: Tom und ich. Bachem, Köln 1894 (übersetzt und frei bearbeitet von Anna Herbst).
- Een verlaten post. Amsterdam 1891.
- Liesbeth. De geschiedenis van een kind. Amsterdam 1896.[2]
- Onder ons. Amsterdam 1896.
  - Deutsch: Im eigenen Nest. Engelhorn, Stuttgart 1899 (übersetzt von C. D. Hoorn)

Sachbücher
- Beroepskeuze voor vrouwen. Amsterdam 1895.
- Vormen. Handboek voor dames. Amsterdam 1898.
- De schoonste gaven der vrouw. Een boek voor meisjes en vrouwen. Amsterdam 1915.